# Юсуф ібн Ташфін
Юсуф ібн Ташфін (бл. 1009 — 1106) — правитель держави Альморавідів (1061—1106). Перший емір мусульман. Зумів підкорити південну і центральну частину Піренейського півострова. Переміг війська леонського короля Альфонсо VI в битві при Саграхасі (1086).

## Імена
- Абу Якуб Юсуф ібн Ташфін Насер-ед-Дін ібн Талакакін (араб. يوسف بن تاشفين ناصر الدين بن تالاكاكين الصنهاجي ) — повне.

## Біографія

### Початок Альморавідів
Походив з берберського племені бані-тургут. Син Ташфіна ібн Ібрагім Талагагін. Був знавцем основних норм Корану, проте не був досі освіченим, погано розмовляв арабською мовою, майже не знав ісламського права. Більше цікавився військовими справами. У 1048 році брав участь у боях під головуванням Абдулою ібн Ташфіном — засновником держави Альморавідів.

### Співволодар
У 1056 році Абу-Бакр ібн Умар, очільник держави Альморавідів, рушив до південного Марокко і Сенегалу задля придушення повстання берберського племені берегватів. На час своєї відсутності за порадою дружини Зайнаб ан-Нафазавійят намісником в Магрибі було призначено кузена Абу-Бакра — Юсуфа ібн Ташфіна.
Юсуф зумів зберегти під контролем отриману область, не дати поширитися повстанням. Водночас здобув пошану і авторитет серед підлеглих та населення Магрибу. У 1061 році відбив спробу Абу-Бакра відновити контроль над Магрибом, повернувшись до Сахари. Після цього у 1063 році перетнув гори Атлас, розпочавши у 1068—1069 роках наступ на Західне Марокко. В результаті 1073 року зайнято місто Мекнес, 1075 року — Фес, 1079 року — Танжер, 1080 року — Тлемсен, 1083 року — Сеута, Алжир, Тенес, Оран, розширивши межі держави до міста Беджая. Після цього заснував місто Марракеш, яке стало столицею Альморавідів.
У 1072 році після Абу Бекра, Юсуф ібн Ташфін повернув тому усі володіння, знову об'єднавши державу Альморавідів. Втім знову перебрав владу 1076 року, коли Абу-Бакр рушив на підкорення імперії Вагаду. Сформував потужне військо, що складалося з кінноти на арабських конях, верблюжої кавалерії. Незабаром визнав моральну зверхність Аббасидів з Багдадського халіфату. Юсуф ліквідував усі податки в своїй держави, залишивши лише збори, що дозволяв Коран: закят, 1/10 та 1/5 на мечеті та торгівлю й ремісництво.

### Підкорення тайф

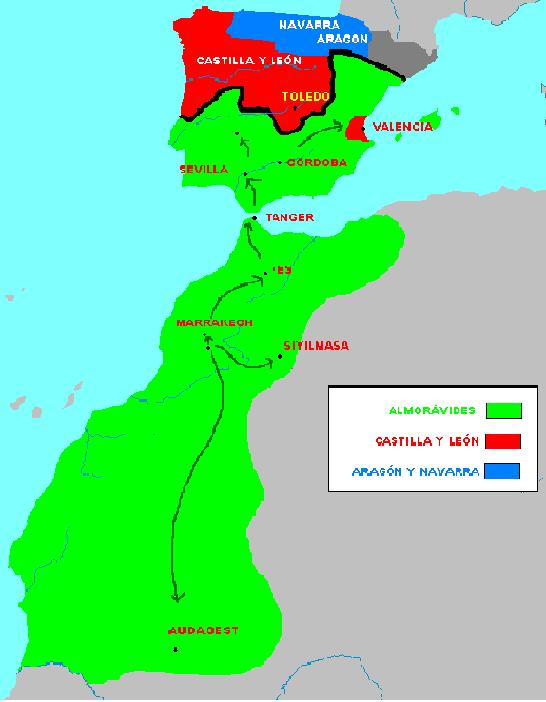
Держава Альморавідів за Юсуфа ібн Ташфіна

1085 року андалуські еміри запросили допомоги Юсуфа в боротьбі проти леонського короля Альфонсо VI. Він прийняв запрошення і 1086 року прибув із берберським військом до Іспанії. 23 жовтня того ж року добре споряджена берберсько-андалуська армія розбила у великій битві при Саграхасі християнські сили короля Альфонсо. 
Скориставшись цим успіхом Юсуф вирішив підкорити усі Піренеї. 1086 році змусив визнати свою зверхність династію Муджахідів, що панували на Балерських островах. Втім того ж року вимушений був рушити до Марракешу, оскільки помер спадкоємець трону Абу Бакр. 1087 року після смерті Абу-Бакра ібн Умара підкорив його володіння впівденному Магрибі та Сенегалі.
У 1090 році після повернення до Піренеїв захопив у кастильців Аледо в Мурсії. Того ж року завоював тайфу Гранада (до складу входила область Малага), поваливши династію Зіридів.
У 1091 році повалив династію Аббадідів, скинувши еміра Мухаммеда II ал-Мутаміда, завдяки цьому зайняв тайфи Севілья, Кордова, Альхесірас. Того ж року повалив династію Самадихітів, захопивши тайфу Альмерія.
У 1094 році захоплено тайфу Бадахос, поваливши династію Афтасидів. Після цього прийняв титули Амір аль-муслімін (Князь мусульман) та Насир-ад-Дін. Також за наказом Юсуфа було відроджено потужний військовий флот.
З 1093 року декілька разів намагався підкорити Валенсію, але його війська на чолі із Абу Бакром ібн Ібрагімом ібн Ташфіном і Абу Абдуллахом Мухаммедом, потім Абу'л-Хасаном Алі аль-Хаджем не досягли успіху.
У 1097 році Юсуф особисто рушив на християн й завдав поразки війську Сіда Кампеадора, який загинув.
У 1099 році війська Юсуфа взяли в облогу Толедо, але не зуміли захопити це місто.
У 1100 році Альморавіди зайняли місто Валенсія. Протягом 1102—1103 років розширені землі до річки Ебро.
У 1104 році підкорено тайфу Альбаррасін.
Планував підкорити тайфу Сарагосу та Барселонське графство, але не встиг, помер у 1106 році, передавши владу синові Алі, встановивши принцип спадковості.

## Зовнішність і характер
За описом сучасників мав темний колір шкіри, кучеряве волосся, був високим, з тонким станом, розмовляв дзвінким голосом. Відзначався щирістю, вірністю ісламу та його приписам. Не вживав алкоголь. Вважається найкращим володарем з Альмаровідів.